# Campeonato Sudamericano de Clubes de Voleibol Masculino de 2014
El Campeonato Sudamericano de Clubes de Voleibol Masculino de 2013 fue la sexta edición del torneo de voleibol masculino. Contó con la participación de 7 equipos, que disputaron el torneo desde el 8 de mayo al 12 de mayo del 2013 en la Arena JK, de la ciudad de Belo Horizonte, Brasil. Coronó como campeón al conjunto brasileño Sada Cruzeiro por segunda vez en su historia. Como estaba clasificado para el Campeonato Mundial de Clubes de la FIVB de 2014 como equipo local, le otorgó al subcampeón UPCN Vóley la posibilidad de disputar dicho torneo.

## Equipos participantes
| Grupo A                                                              | Grupo B                                    |
| -------------------------------------------------------------------- | ------------------------------------------ |
| Boca Juniors Club Liga Nacional UPCN Vóley Club Universidad La Salle | Sada Cruzeiro Nacional Vivo/Minas Club ADO |

## Primera ronda
|  | Clasificado a Semifinales |